# Осада форта Уильям-Генри
Осада форта Уильям-Генри — сражение на cевероамериканском театре Семилетней войны между осаждавшими форт французами под командованием Луи-Жозефа де Монкальма и британцами под командованием Джорджа Монро. Завершилась капитуляцией гарнизона форта.

## Предыстория
Форт Уильям-Генри был построен осенью 1755 года у южной оконечности озера Джордж и занимал стратегически важную позицию, защищая Олбани от возможной французской военной экспедиции через водный коридор река Ришельё — озеро Шамплейн — озеро Джордж — река Гудзон. Одновременно он представлял собой отличный плацдарм для британского вторжения в Канаду, для чего в форте было собрано много шлюпов и вельботов. Французы хорошо осознавали опасность и решили нанести упреждающий удар: 23 февраля 1757 года из Монреаля выступил отряд численностью около 1,5 тыс. солдат (регулярных войск, ополченцев и союзных индейцев) под командованием Франсуа-Пьера Риго де Водрёя, брата губернатора Канады. Экспедиция была хорошо подготовлена, но осадной артиллерии в своём составе не имела: возможно, ставка делалась на внезапность нападения.
В ночь на 19 марта французы по льду приблизились к форту Уильям-Генри, однако воспользоваться фактором внезапности не удалось: передовые посты противника услышали шум, после чего из форта открыли артиллерийский огонь. Осаждённым через парламентёра предложили почётную капитуляцию, на что британцы (менее 500 человек, включая подразделения 44-го пехотного полка, под командованием майора Уильям Эйра) ответили отказом. Несмотря на то, что у французов были специально изготовленные штурмовые лестницы, они отказались от штурма, ограничившись сожжением хозяйственных построек, находящихся за пределами форта, 4 шлюпов (включая один 16-пушечный) и более 300 лодок. 22 марта они отступили, потеряв за время осады несколько человек убитыми и ранеными в перестрелках с гарнизоном.
Хотя де Монкальм (которому и принадлежала идея атаки на форт, но который был фактически отстранён от её подготовки губернатором де Водрёем) и Бугенвиль сочли произошедшее неудачей для французов, потеря озёрной флотилии была для британцев тяжёлым ударом: контроль над озером Джордж был утрачен, и противник мог теперь беспрепятственно перебрасывать войска по воде и обеспечивать их снабжение. Французы убедились в основательности укреплений форта и необходимости использования осадной артиллерии.

## Подготовка к осаде и расстановка сил

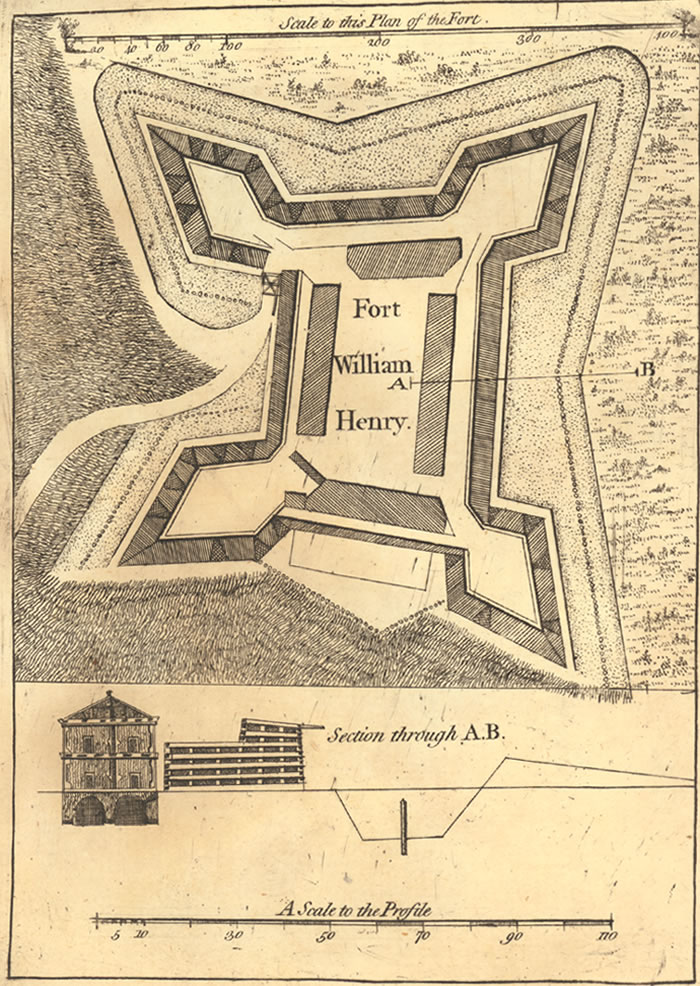
План форта, демонстрирующий его укрепления в разрезе (1765)

Форт мог считаться весьма сильным по меркам американских колоний середины XVIII века. В плане он представлял квадрат с бастионами по углам, оснащёнными бруствером. Толщина бревенчатых стен, заполненных утрамбованным грунтом, достигала 30 футов. С трёх сторон форт был окружён сухим рвом, а четвёртой упирался в озеро. Доступ в форт осуществлялся по единственному мосту через ров. Внутреннее пространство укреплений форта было относительно невелико, и при соблюдении нормальных санитарных условий в нём могли жить до 500 человек. Остальные силы британцев находились в укреплённом лагере, расположенном в 700 метрах к юго-востоку от форта. Поздней весной 1757 года Эйра и 44-й полк сменил подполковник Джордж Монро с 35-м пехотным полком.
Командующий британскими силами в регионе бригадный генерал Дэниел Уэбб, находясь с основной частью войск в форте Эдуард, в начале апреля 1757 года получил сведения о том, что французы накапливают значительные силы в форте Карильон. Захваченный в середине июля французский пленный сообщил более подробные сведения о планах своего командования, и Уэбб задумался о необходимости укрепления гарнизона форта Уильям-Генри. Выдвинувшись с отрядом рейнджеров в направлении форта с целью разведки, он обнаружил индейские посты на островах озера Джордж, находящиеся примерно в 30 километрах от его южного побережья. Убедившись, что опасность нападения вполне реальна, Уэбб по возвращении в форт Эдуард выслал 200 солдат регулярных войск и 800 ополченцев для усиления гарнизона форта Уильям-Генри.
| Силы сторон | Силы сторон | Силы сторон                                                           | Силы сторон                                                           |
| Французские войска по состоянию на 29 июля 1757 года | Французские войска по состоянию на 29 июля 1757 года | Британские войска на озере Джордж по состоянию на 2 августа 1757 года | Британские войска на озере Джордж по состоянию на 2 августа 1757 года |
| --- | --- | --------------------------------------------------------------------- | --------------------------------------------------------------------- |
| maréchal de camp Луи-Жозеф де Монкальм-Гозон, маркиз де Сен-Веран                                                                                           | maréchal de camp Луи-Жозеф де Монкальм-Гозон, маркиз де Сен-Веран                                                                                           | подполковник Джордж Монро                                             | подполковник Джордж Монро                                             |
| Подразделение | Численность | Подразделение                                                         | Численность                                                           |
| Регулярная пехота | 2570 | 35-й пехотный полк                                                    | 590                                                                   |
| Колониальная пехота | 524 | 60-й пехотный полк                                                    | 122                                                                   |
| Милиция | 2946 | Нью-Йоркские отдельные роты                                           | 113                                                                   |
| Артиллеристы | 188 | Рейнджеры                                                             | 95                                                                    |
| Военные инженеры | 2 | Артиллеристы                                                          | 28                                                                    |
| Индейцы: | 1799 | Военные инженеры                                                      | 2                                                                     |
| ирокезы абенаки микмаки ниписсинги гуроны алгонкины оттава оджибве миссисога меномини потаватоми виннебаго сауки фоксы айова майами делавары атикамек [ 5 ] | ирокезы абенаки микмаки ниписсинги гуроны алгонкины оттава оджибве миссисога меномини потаватоми виннебаго сауки фоксы айова майами делавары атикамек [ 5 ] | Массачусетский полк                                                   | 812                                                                   |
| ирокезы абенаки микмаки ниписсинги гуроны алгонкины оттава оджибве миссисога меномини потаватоми виннебаго сауки фоксы айова майами делавары атикамек [ 5 ] | ирокезы абенаки микмаки ниписсинги гуроны алгонкины оттава оджибве миссисога меномини потаватоми виннебаго сауки фоксы айова майами делавары атикамек [ 5 ] | Нью-Джерсийский полк                                                  | 301                                                                   |
| ирокезы абенаки микмаки ниписсинги гуроны алгонкины оттава оджибве миссисога меномини потаватоми виннебаго сауки фоксы айова майами делавары атикамек [ 5 ] | ирокезы абенаки микмаки ниписсинги гуроны алгонкины оттава оджибве миссисога меномини потаватоми виннебаго сауки фоксы айова майами делавары атикамек [ 5 ] | Нью-Гэмпширский полк                                                  | 230                                                                   |
| ирокезы абенаки микмаки ниписсинги гуроны алгонкины оттава оджибве миссисога меномини потаватоми виннебаго сауки фоксы айова майами делавары атикамек [ 5 ] | ирокезы абенаки микмаки ниписсинги гуроны алгонкины оттава оджибве миссисога меномини потаватоми виннебаго сауки фоксы айова майами делавары атикамек [ 5 ] | Нью-Йоркский полк                                                     | 57                                                                    |
| Итого | 8029 | Итого                                                                 | 2351                                                                  |

## Ход осады
В конце июля 1757 года французы двинулись к форту Уильям-Генри: сначала выступили индейцы, затем часть подразделений под командованием шевалье де Леви пешим ходом вдоль западного побережья озера и последними — остальные войска по командованием Монкальма на лодках (артиллерию везли на импровизированных понтонах). Через сутки отряды соединились и встали лагерем примерно в 5 км от форта, а на следующий день де Леви перерезал сообщение гарнизона с фортом Эдуард, замкнув кольцо осады.
Монкальм предложил Монро сложить оружие. Монро отверг возможность капитуляции, направив в форт Эдуард послание командующему с просьбой о подкреплении. Уэбб, располагавший примерно 1600 человек, отказался это делать, заявив, что его солдаты — всё, что в этот момент стоит между французской армией и Олбани, то есть беззащитными внутренними районами британских колоний. 4 августа он отправил ответ Монро, в котором советовал начать переговоры о сдаче форта и постараться выторговать наилучшие условия. Однако французам удалось перехватить гонца, и содержание послания стало известно французскому командованию.
После этого Монкальм приказал начать осадные работы. Французы копали траншеи для размещения осадной артиллерии, постепенно приближаясь к стенам форта. Артиллерия форта открыла ответный огонь, однако он оказался малоэффективен: французские солдаты умело использовали фортификационные сооружения, а индейцы скрывались в лесу. Между тем у обороняющихся многие орудия были повреждены огнём противника, а некоторые из них разорвало от интенсивного использования. Стены форта были разбиты, на некоторых участках достаточно серьёзно.
Верно оценивая состояние гарнизона, Монкальм 7 августа отправил Бугенвиля для проведения переговоров о прекращении сопротивления. Бугенвиль передал британскому командованию перехваченную ранее депешу, в которой как раз и предписывалось заключение соглашения с противником. Однако Монро поначалу занял чересчур жёсткую позицию, и переговоры прервались.

## Капитуляция
К утру 9 августа положение гарнизона стало критическим. За ночь французы закончили новую параллель, отстоявшую от стен форта всего на 200 ярдов. Усиленная бомбардировка с такого расстояния была способна разнести стены в щепки. Кроме того, разорвало очередное орудие, и теперь в распоряжении Монро оставалось только 5 исправных пушек (из первоначальных 17), мортира и гаубица. Военный совет, оценив вероятность прихода помощи как крайне низкую, высказался за то, чтобы просить противника о капитуляции. В 7 часов утра Монро приказал поднять над фортом белый флаг, а затем выслал для переговоров офицера, владевшего французским языком.
Предложенные Монкальмом условия капитуляции оказались весьма почётными: гарнизон сохранял знамёна, офицерам и солдатам было разрешено взять с собой личные вещи, оружие (без боеприпасов) и даже — как признание их храбрости — одно 6-фунтовое орудие; французы согласились обеспечить эскорт до форта Эдуард, а также позаботиться о раненых, которые не могли передвигаться самостоятельно. В свою очередь, Монро и его люди принимали обязательство не воевать в течение 18 месяцев против французов и их союзников, обеспечить возврат пленных и передать осаждавшим форт со всеми припасами и оставшейся артиллерией. Хотя Монкальм обладал достаточными силами, чтобы захватить форт с боя, его согласие на почётную капитуляцию, скорее всего, было продиктовано прагматическими соображениями: две тысячи пленных стали бы ненужной обузой для французской армии (и так численно уступавшей британцам), их надо было бы охранять и кормить. Капитуляция же надолго выводила гарнизон из военных действий, а бремя расходов на его содержание падало на противника.
Перед подписанием капитуляции, которое состоялось в полдень 9 августа, Монкальм, помня о действиях его индейских союзников после капитуляции форта Осуиго, счёл нужным объяснить им смысл происходящего. Собрав вождей, он через переводчиков сообщил им условия капитуляции, а также попросил сдерживать молодых воинов и гарантировать соблюдение ими соглашения. Хотя источники сообщают, что вожди приняли эти условия, вряд ли это можно утверждать достоверно, учитывая разницу в представлениях европейцев и индейцев об обычаях ведения войны.
Вскоре после подписания капитуляции начались первые инциденты: группы индейцев проникли в форт и принялись обшаривать его в поисках добычи, которая оказалась небогатой. Свою ярость они выплеснули на раненых, убив и оскальпировав нескольких человек до того, как успели вмешаться французы.

## Резня

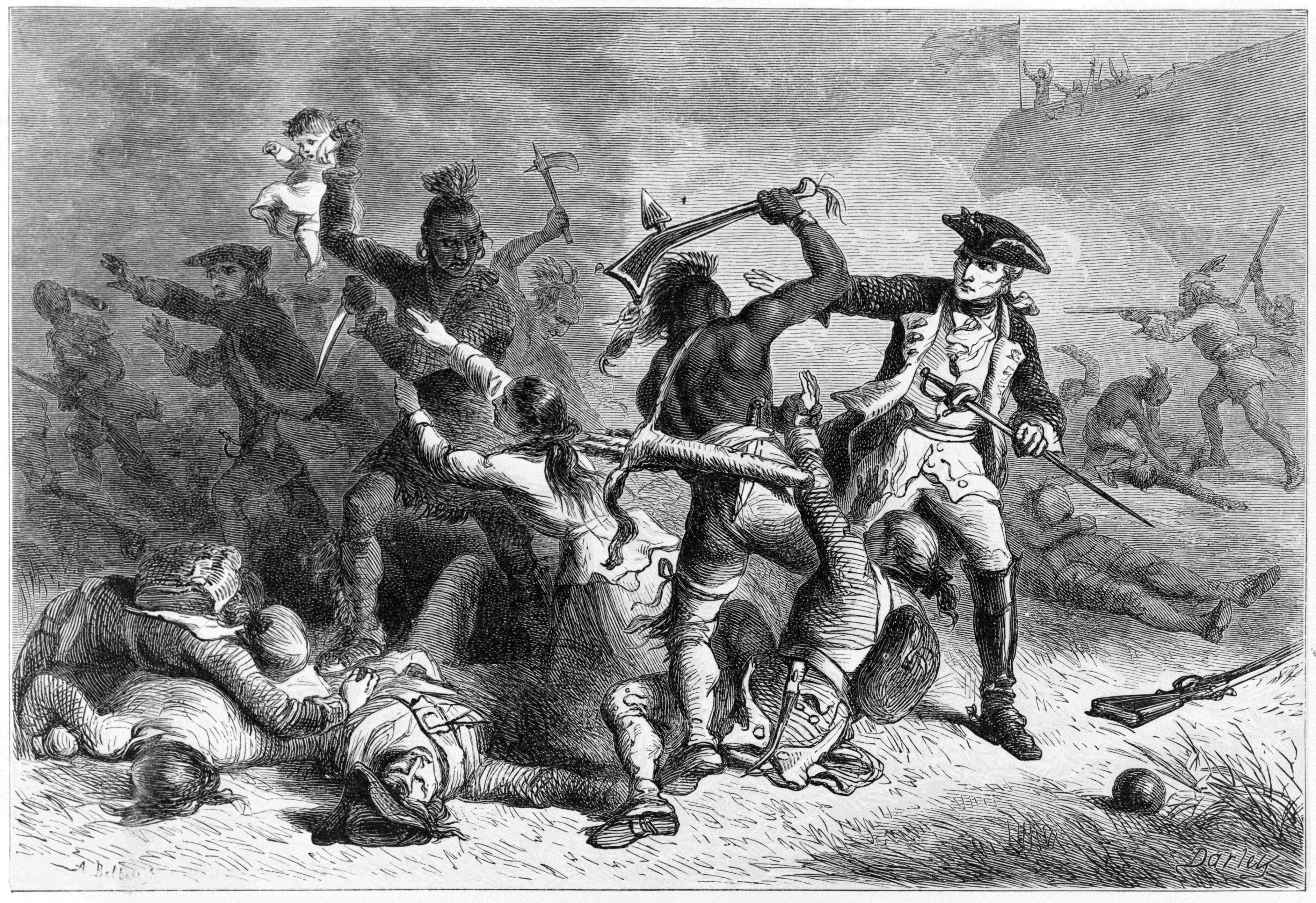
Луи-Жозеф де Монкальм пытается остановить резню индейцами капитулировавших англичан (гравюра, около 1870—1880)

Капитулировавшие британцы были размещены на ночёвку в лагере за пределами форта под охраной французских солдат — прежде всего для того, чтобы избежать расправы со стороны индейцев, которые не оставляли попыток добраться до имущества недавнего противника. Индейские воины, многие из которых присоединились к походу в расчёте на трофеи, включая скальпы врага, теперь громко выражали своё недовольство. Монкальм, видя агрессивное поведение своих союзников, даже планировал выступление британской колонны в форт Эдуард ночью, но в итоге оно было перенесено на раннее утро.
Не успела колонна британских войск, в конце которой следовало гражданское население форта (включая женщин и детей) отойти от лагеря, как индейцы, издав боевой клич, со всех сторон атаковали её из леса. В короткий срок, прежде чем успели вмешаться французы, много людей было убито, оскальпировано или взято в плен для продажи в рабство. Оценки потерь колеблются от 69 до 1,5 тыс. человек, наиболее часто встречается оценка до 200 убитых и пропавших без вести.
Позднее Монкальму удалось добиться освобождения 500 пленных британцев, но 200 так и остались в плену. Подполковник Монро не был убит в ходе резни, устроенной индейцами, и умер своей смертью три месяца спустя в Олбани.
После этого французская армия несколько дней оставалась на месте, занимаясь уничтожением остатков форта. Монкальм не стал развивать свой успех и атаковать форт Эдуард. Возможно, это было связано с уходом значительного количества индейцев и с тем, что пришлось отпустить многих канадских ополченцев для участия в сборе урожая.

## В культуре

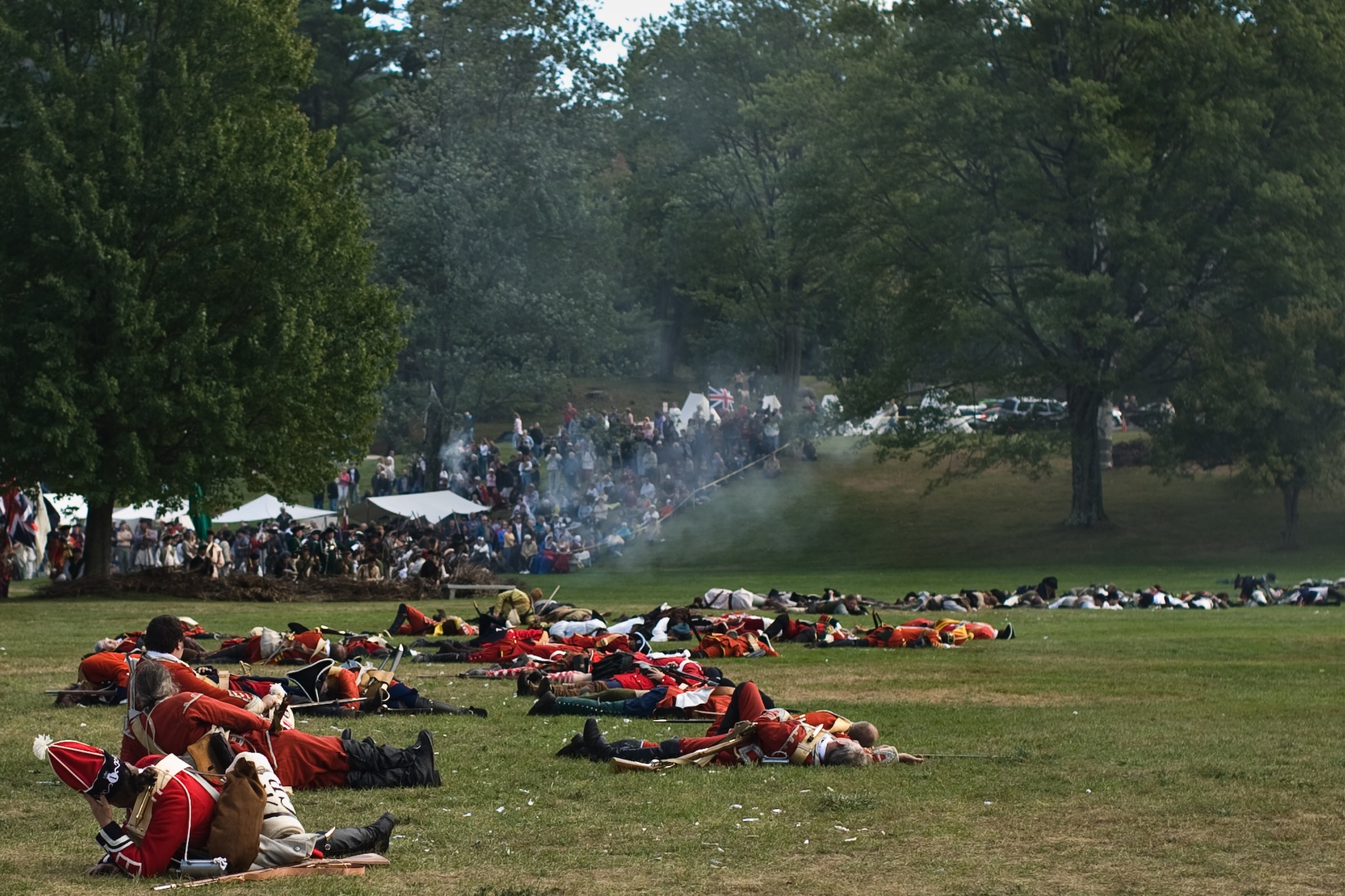
Историческая реконструкция к 250-й годовщине осады (2007)

Осада форта Уильям-Генри находится в центре сюжета романа Джеймса Фенимора Купера «Последний из могикан» (1826) и его многочисленных экранизаций.
Также она описана в романе Элейн Барбьери «Пленённые любовью» (англ. «Captive Ecstasy», 1980) и романе в выпусках «Венонга из племени могикан» (нем. «Wennonga, der Mohikaner», 1932—1933).
Осада и последующее отступление из форта Уильям-Генри является одной из миссий в компьютерной игре «Assassin’s Creed Rogue» (2015).
В 1950-х годах форт Уильям-Генри был восстановлен (точнее, была построена его реплика) и стал популярным музеем. На территории музея регулярно проводится историческая реконструкция осады, церемонии капитуляции и других эпизодов Семилетней войны.